# Maltitol
El Maltitol, amb la fórmula química {\displaystyle {\ce {C12H24O11}}}, és un poliol usat com a edulcorant. Té el 75-90% de la dolçor de la sacarosa (sucre de taula) però té menys calories, no provoca càries i té un efecte menor sobre la glucosa en la sang. Té diversos noms comercials com Maltisorb, Maltisweet  i Lesys.

## Producció i ús
El maltitol és un disacàrid es fa per la hidrogenació de la maltosa obtinguda del midó.
Es fa servir especialment per a produir dolços sense sucre (caramels, xiclets, xocolates, gelats, etc.) En la indústria farmacèutica s'utilitza com excipient, amb l'avantatge que la cristal·lització és menys probable que usant la sacarosa. També es fa servir el maltitol com plastificant en càpsules de gelatina, emol·lient i humectant.
Un consum excessiu de maltitol, com la majoria dels edulcorants artificials, pot tenir efectes laxants i problemes gastrointestinals.